# Stachytarpheta bromleyana
Stachytarpheta bromleyana là một loài thực vật có hoa trong họ Cỏ roi ngựa. Loài này được S.Atkins mô tả khoa học đầu tiên năm 2005.